# 小口健蔵
小口 健蔵（おぐち けんぞう、1952年 - ）は、日本の造園系地方公務員。技術士建設部門（都市及び地方計画）を保持し、樹木医としても活動する。

## 来歴
長野県に生まれる。千葉大学園芸学部造園学科を卒業後、東京都庁に入庁し、公園整備や都市計画といった業務に携わった。最終職位は東京都建設局公園緑地部長。
退職後は小口健蔵オフィスの代表を務める
2005年に、第37回日本公園緑地協会北村賞を受賞した。

## 著書
- 『旧岩崎邸庭園』（大塚正治と共著）東京都公園協会<東京公園文庫>、2006年